# Laetitia Masson
Laetitia Masson (sinh ngày 18 tháng 6 năm 1966) là người viết kịch bản và nữ đạo diễn điện ảnh người Pháp.
Từ năm 1991 tới nay, bà đã đạo diễn 10 phim, trong số đó phim À vendre đã được chiếu ở phân ban Un Certain Regard tại Liên hoan phim Cannes 1998.

## Danh sách dự án tham gia

### Điện ảnh
- Chant de guerre parisien (1991)
- Nulle part (1993)
- En avoir (ou pas) (1995)
- Je suis venue te dire (1996)
- À vendre (1998)
- Love me (2000)
- La repentie (2002)
- Pourquoi (pas) le Brésil (2004)
- Coupable (2008)
- Moving the Arts (2010)

### Phim tài liệu
- Falling in love again về việc ghi âm album nhạc Le Cours ordinaire des choses của Jean Louis Murat tại Nashville (2009)

### Kịch
- Laissez-moi, chuyển thể từ tác phẩm đầu tay của Marcelle Sauvageot, năm 2005.